# 薩姆·馬奎爾獎盃

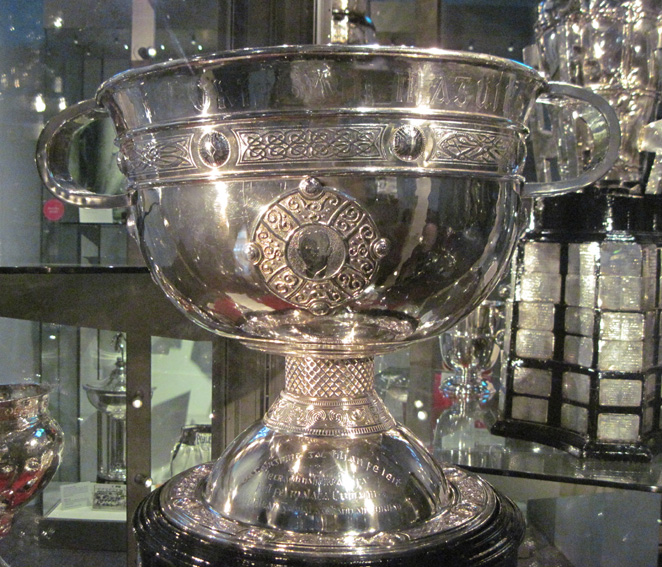
1928年的萨姆·马圭尔奖杯，現藏於蓋爾運動協會博物館。

萨姆·马圭尔奖杯（英語：Sam Maguire Cup）是全愛爾蘭男子足球錦標賽的獎盃，名稱來自運動家萨姆·马圭尔。